# Slavutych Arena
Slavutych Arena é um estádio de futebol localizado na Zaporizhia, na Ucrânia. Inaugurado em Julho de 2006, é actualmente utilizado para jogos de futebol, e é a nova casa do FC Metalurh Zaporizhya. O estádio oficial da capacidade máxima é de 11.983 Pessoas.